# Diederik Enklaar
Diederik Theodorus Enklaar (Utrecht, 16 juli 1894 - Utrecht, 6 maart 1962) was een Nederlands historicus.
Prof. dr. Diederik Enklaar studeerde Nederlandse letteren en promoveerde in 1922 bij prof. dr. O.A. Oppermann op het proefschrift Het Landsheerlijk Bestuur in het Sticht Utrecht aan deze zijde van den IJsel gedurende de regeering van bisschop David van Bourgondië 1456-1496. Aanvankelijk koos hij voor een carrière aan het gymnasium in Breda, tot hij in 1946 Oppermann opvolgde als hoogleraar in de algemene en vaderlandse geschiedenis der middeleeuwen aan de Universiteit Utrecht. Hij kreeg erkenning van de Koninklijke Nederlandse Akademie van Wetenschappen, waarvan hij in 1948 lid werd. Door een slopende ziekte werd prof. dr. D.Th. Enklaar in 1959 gedwongen zijn functie neer te leggen.
In 1953 stelde hij Johanna Maria van Winter aan als medewerkster. Zij zou tussen 1980 en 1989 de functie van hoogleraar vervullen.